# Parafia Przemienienia Pańskiego w Radoczy
Parafia Przemienienia Pańskiego w Radoczy – parafia archidiecezji krakowskiej Kościoła katolickiego obrządku łacińskiego wchodząca w skład dekanatu Wadowice-Północ.
Kościołem parafialnym parafii jest Kościół pw. Przemienienia Pańskiego znajdujący się w centrum Radoczy.

## Historia
Za datę erygowania parafii uznaje się rok 1350, kiedy to nastąpiła pierwsza wzmianka o tutejszej parafii pw. św. Klemensa. Kroniki wspominają husyckie oddziały, które miały się tu pojawić ok. 1430 roku i zniszczyć miejscową świątynię.
Nowy drewniany kościół w konstrukcji zrębowej i z wieżą na słup ukończono w 1535. Pod koniec XVI wieku został zajęty przez ewangelików kalwińskich. Kościół był wielokrotnie remontowany, m.in. w latach 1770–1804, a w latach 1981–1985 zdemontowany i odtworzony od nowa.

## Proboszczowie
- ks. kan. Henryk Młynarczyk (1990–2012)[1]
- ks. Janusz Sołtys (2012–2023)
- ks. Jacek Piszczek (od 2023)[2]